# Earthquake (DJ Fresh e Diplo)
Earthquake è un singolo dei disc jockey DJ Fresh e Diplo, pubblicato nel 2013.

## Tracce
Download digitale
1. Earthquake (radio edit) – 3:10
2. Earthquake (Astonomar remix) – 3:37
3. Earthquake (Vato Gonzalez & Jaguar Skills remix) – 4:24
4. Earthquake (Westfunk & Steve Smart Club Mix) – 4:23
5. Earthquake (The Golden Boy remix) – 5:54
6. Earthquake (Delta Heavy remix) – 3:53
7. Earthquake (TC remix) – 3:48

Traccia della colonna sonora di Kick Ass 2
1. Motherquake (explicit) – 2:08

EP remix
1. Earthquake (Shy FX remix, explicit) – 3:36
2. Earthquake (DJ Riot's Zouk Bass remix, explicit) – 4:07
3. Earthquake (Extended mix, explicit) – 4:20

## Classifiche
| Classifica                 | Posizione migliore |
| -------------------------- | ------------------ |
| Irish Singles Chart        | 42                 |
| Scottish Singles Chart     | 6                  |
| Dance Singles Top 40       | 3                  |
| Independent Singles Top 40 | 1                  |
| Official Singles Chart     | 4                  |